# Micranthocereus dolichospermaticus
Micranthocereus dolichospermaticus ist eine Pflanzenart aus der Gattung Micranthocereus in der Familie der Kakteengewächse (Cactaceae). Das Artepitheton dolichospermaticus leitet sich vom griechischen Wort dolichos für ‚lang‘ sowie dem lateinischen Wort spermaticus für ‚-samig‘ ab.

## Beschreibung
Micranthocereus dolichospermaticus wächst mit einem säulenförmigen bläulichen Trieb und erreicht Wuchshöhen von bis 2 Metern. Der Trieb weist einen  Durchmesser von bis 8 Zentimetern auf. Es sind etwa 30 etwas gehöckerte Rippen vorhanden. Die ovalen Areolen sind mit leuchtend brauner Wolle besetzt. Die 6 bis 8 geraden, abstehend Mitteldornen sind gelblich, vergrauen im Alter und sind bis 2,5 Zentimeter lang. Die zahlreichen Randdornen sind zwischen 4 und 7 Millimeter lang. Das Cephalium ist bis 35 Zentimeter lang und 65 Zentimeter breit. Es besteht aus weißer bis cremefarbener Wolle von bis 4 Zentimeter Länge und leuchtend roten bis dunkelroten, bis 5 Zentimeter langen Borsten.

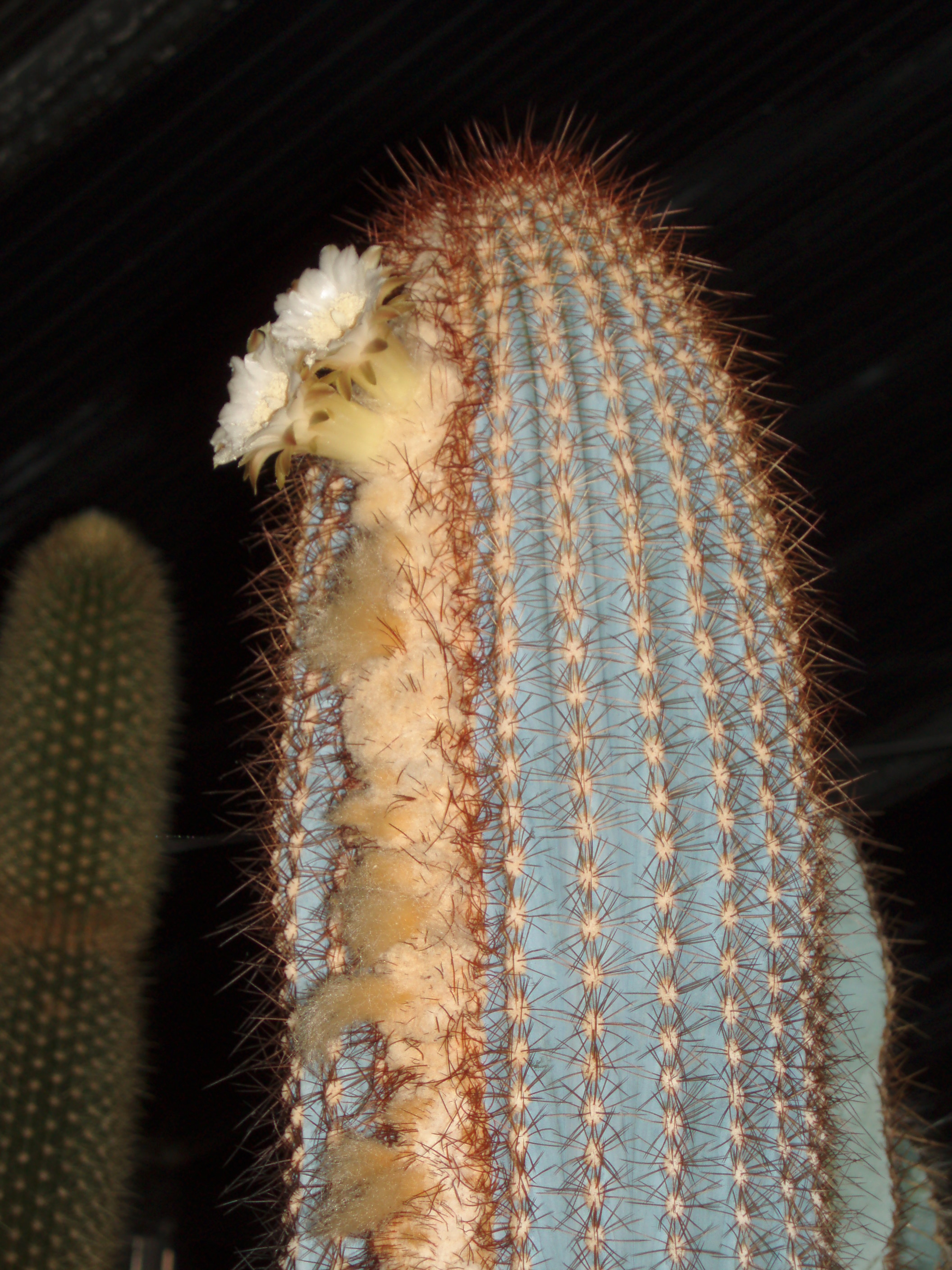
Kulturpflanze in Blüte

Die zylindrischen, leuchten fliederfarben bis rosafarbenen oder orangerosafarbenen Blüten öffnen sich in der Nacht. Sie sind bis 2,5 Zentimeter lang und weisen Durchmesser von 1,1 Zentimetern auf. Die beerenartigen, hellrosafarben Früchte sind  1,8 Zentimeter lang und haben Durchmesser von 1,4 bis 1,6 Zentimetern.

## Systematik, Verbreitung und Gefährdung
Micranthocereus dolichospermaticus ist im brasilianischen Bundesstaat Bahia im Gebiet von Bom Jesus de Lapa verbreitet.
Die Erstbeschreibung als Austrocephalocereus dolichospermaticus wurde 1974 von Albert Frederik Hendrik Buining und Arnold J. Brederoo (1917–1999) veröffentlicht. Friedrich Ritter stellten die Art 1979 in die Gattung Micranthocereus. Ein weiteres nomenklatorisches Synonym ist Siccobaccatus dolichospermaticus (Buining & Brederoo) P.J.Braun & Esteves (1990).
In der Roten Liste gefährdeter Arten der IUCN von 2013 wurde die Art als „Near Threatened (NT)“, d. h. als gering gefährdet eingestuft.

## Nachweise